# Culbertson Island
Culbertson Island – niezamieszkana wyspa w Zatoce Frobishera, w Archipelagu Arktycznym, w regionie Qikiqtaaluk, na terytorium Nunavut, w Kanadzie. W pobliżu Culbertson Island położone są wyspy: Low Island, Mark Island, McAllister Island, Peak Island i Precipice Island.